# Rich the Kid
Dimitri Roger (Queens, 13 de julho de 1992), conhecido artisticamente como Rich the Kid, é um rapper e compositor norte-americano.